# Szuwar darniowy paprociowy
Szuwar darniowy paprociowy, pło nerecznicowe, zespół nerecznicy błotnej, zespół zachylnika błotnego (Thelypteridi-Phragmitetum) – zespół roślinności szuwarowej budowany głównie przez zachylnika błotnego i gatunki szuwaru właściwego - najczęściej trzcinę pospolitą, czasem pałkę szerokolistną lub wąskolistną. W systemie Władysława Matuszkiewicza należy do związku Magnocaricion, choć ze względu na stosunkowo mały udział turzyc i obecność gatunków typowych dla szuwarów wysokich początkowo umieszczany był w obszernym zespole Scirpo-Phragmitetum, a po wyodrębnieniu – w związku Phragmition.

## Charakterystyka
Szuwar zajmujący strefę przejściową między otwartą, płytką wodą a podmokłym lądem. Tworzy pło nachodzące na toń wodną i odcinające kilkudziesięcio-stukilkudziesięciocentymetrową soczewkę wody od zbiornika. Ma strukturę trzęsawiska zbudowanego z rozwodnionego torfu. Siedlisko żyzne (eutroficzne lub mezotroficzne), o odczynie lekko zasadowym lub obojętnym. W sukcesji zastępuje zbiorowiska wodne (szuwarowe), a przechodzi w torfowiska (olsy, turzycowiska, mszary). Ma dość duże znaczenie w lądowaceniu zbiorników.
Występowanie
Głównie w strefie pojezierzy. W Polsce – w środkowej i północno-wschodniej części kraju.
Charakterystyczna kombinacja gatunków
Ch.Ass. : zachylnik błotny (Thelypteris palustris).
ChAll. : turzyca błotna (Carex acutiformis), turzyca tunikowa (Carex appropinquata), turzyca Buxbauma (Carex buxbaumii), turzyca dwustronna (Carex disticha), turzyca zaostrzona (Carex acuta), turzyca sztywna (Carex elata), turzyca prosowa (Carex paniculata), turzyca nibyciborowata (Carex pseudocyperus), turzyca brzegowa (Carex riparia), turzyca dzióbkowata (Carex rostrata), turzyca pęcherzykowata (Carex vesicaria), turzyca lisia (Carex vulpina), szalej jadowity (Cicuta virosa), kłoć wiechowata (Cladium mariscus), przytulia błotna (Galium palustre), kosaciec żółty (Iris pseudacorus), tojeść bukietowa (Lysimachia thyrsiflora), kropidło piszczałkowate (Oenanthe fistulosa), gorysz błotny (Peucedanum palustre), mozga trzcinowata (Phalaris arundinacea), wiechlina błotna (Poa palustris), jaskier wielki (Ranunculus lingua), tarczyca pospolita (Scutellaria galericulata).
ChCl. :  żabieniec babka wodna (Alisma plantago-aquatica), ponikło błotne (Eleocharis palustris), skrzyp bagienny (Equisetum fluviatile), manna mielec (Glyceria maxima), trzcina pospolita (Phragmites australis), szczaw lancetowaty (Rumex hydrolapathum), oczeret Tabernemontana (Schoenoplectus tabernaemontani), marek szerokolistny (Sium latifolium), pałka szerokolistna (Typha latifolia).
Typowe gatunki
Charakterystyczna kombinacja gatunków zbiorowiska ma znaczenie dla diagnostyki syntaksonomicznej, jednak nie wszystkie składające się na nią gatunki występują często. Dominantem jest zachylnik błotny, a bardzo duży udział ma również trzcina pospolita. Mniej płatów tego zbiorowiska jest tworzona głównie przez zachylnik i pałkę szerokolistną, ewentualnie wąskolistną.
Oprócz ww. w płatach Thelypteridi-Phragmitetum pojawiają się często inne gatunki mokradłowe – karbieniec pospolity (Lycopus europaeus), szczaw lancetowaty (Rumex hydrolapathum), przytulia błotna (Galium palustre), szalej jadowity (Cicuta virosa), turzyca błotna (Carex acutiformis), turzyca nibyciborowata (C. pseudocyperus), tojeść bukietowa (Lysimachia thyrsiflora), tojeść pospolita (L. vulgaris), tarczyca pospolita (Scutellaria galericulata), krwawnica pospolita (Lythrum salicaria), olsza czarna (Alnus glutinosa), psianka słodkogórz (Solanum dulcamara), siedmiopalecznik błotny (Comarum palustre), wierzba szara (Salix cinerea), bobrek trójlistkowy (Menyanthes trifoliata).